# Just Can't Get Enough (Black Eyed Peas)
Just Can't Get Enough is de tweede single na The Time (Dirty Bit) van Black Eyed Peas van hun zesde album The Beginning. De video van Just Can't Get Enough werd drie dagen voor de verwoestende aardbeving en tsunami in Japan opgenomen.
Het grootste deel van het nummer bevat hiphop-beats, met een refrein gezongen door Fergie en raps van Will.i.am en Taboo. Maar tijdens de laatste minuut komt er een housebeat, waarop Apl.de.ap te horen is.

## Hitnoteringen

### Nederlandse Top 40
| Hitnotering: 16-04-2011 t/m 18-06-2011 | Hitnotering: 16-04-2011 t/m 18-06-2011 | Hitnotering: 16-04-2011 t/m 18-06-2011 | Hitnotering: 16-04-2011 t/m 18-06-2011 | Hitnotering: 16-04-2011 t/m 18-06-2011 | Hitnotering: 16-04-2011 t/m 18-06-2011 | Hitnotering: 16-04-2011 t/m 18-06-2011 | Hitnotering: 16-04-2011 t/m 18-06-2011 | Hitnotering: 16-04-2011 t/m 18-06-2011 | Hitnotering: 16-04-2011 t/m 18-06-2011 | Hitnotering: 16-04-2011 t/m 18-06-2011 | Hitnotering: 16-04-2011 t/m 18-06-2011 |
| Week:                                  | 1                                      | 2                                      | 3                                      | 4                                      | 5                                      | 6                                      | 7                                      | 8                                      | 9                                      | 10                                     |                                        |
| -------------------------------------- | -------------------------------------- | -------------------------------------- | -------------------------------------- | -------------------------------------- | -------------------------------------- | -------------------------------------- | -------------------------------------- | -------------------------------------- | -------------------------------------- | -------------------------------------- | -------------------------------------- |
| Positie:                               | 39                                     | 24                                     | 13                                     | 13                                     | 12                                     | 12                                     | 12                                     | 23                                     | 26                                     | 33                                     | uit                                    |

### NederlandseSingle Top 100
| Hitnotering: 05-03-2011 t/m 02-07-2011 | Hitnotering: 05-03-2011 t/m 02-07-2011 | Hitnotering: 05-03-2011 t/m 02-07-2011 | Hitnotering: 05-03-2011 t/m 02-07-2011 | Hitnotering: 05-03-2011 t/m 02-07-2011 | Hitnotering: 05-03-2011 t/m 02-07-2011 | Hitnotering: 05-03-2011 t/m 02-07-2011 | Hitnotering: 05-03-2011 t/m 02-07-2011 | Hitnotering: 05-03-2011 t/m 02-07-2011 | Hitnotering: 05-03-2011 t/m 02-07-2011 | Hitnotering: 05-03-2011 t/m 02-07-2011 | Hitnotering: 05-03-2011 t/m 02-07-2011 | Hitnotering: 05-03-2011 t/m 02-07-2011 | Hitnotering: 05-03-2011 t/m 02-07-2011 | Hitnotering: 05-03-2011 t/m 02-07-2011 | Hitnotering: 05-03-2011 t/m 02-07-2011 | Hitnotering: 05-03-2011 t/m 02-07-2011 | Hitnotering: 05-03-2011 t/m 02-07-2011 | Hitnotering: 05-03-2011 t/m 02-07-2011 | Hitnotering: 05-03-2011 t/m 02-07-2011 |
| Week:                                  | 1                                      | 2                                      | 3                                      | 4                                      | 5                                      | 6                                      | 7                                      | 8                                      | 9                                      | 10                                     | 11                                     | 12                                     | 13                                     | 14                                     | 15                                     | 16                                     | 17                                     | 18                                     |                                        |
| -------------------------------------- | -------------------------------------- | -------------------------------------- | -------------------------------------- | -------------------------------------- | -------------------------------------- | -------------------------------------- | -------------------------------------- | -------------------------------------- | -------------------------------------- | -------------------------------------- | -------------------------------------- | -------------------------------------- | -------------------------------------- | -------------------------------------- | -------------------------------------- | -------------------------------------- | -------------------------------------- | -------------------------------------- | -------------------------------------- |
| Positie:                               | 96                                     | 78                                     | 83                                     | 49                                     | 42                                     | 17                                     | 11                                     | 17                                     | 14                                     | 14                                     | 23                                     | 18                                     | 26                                     | 31                                     | 41                                     | 54                                     | 67                                     | 77                                     | uit                                    |

### VlaamseUltratop 50
| Hitnotering: 05-03-2011 t/m 25-06-2011 | Hitnotering: 05-03-2011 t/m 25-06-2011 | Hitnotering: 05-03-2011 t/m 25-06-2011 | Hitnotering: 05-03-2011 t/m 25-06-2011 | Hitnotering: 05-03-2011 t/m 25-06-2011 | Hitnotering: 05-03-2011 t/m 25-06-2011 | Hitnotering: 05-03-2011 t/m 25-06-2011 | Hitnotering: 05-03-2011 t/m 25-06-2011 | Hitnotering: 05-03-2011 t/m 25-06-2011 | Hitnotering: 05-03-2011 t/m 25-06-2011 | Hitnotering: 05-03-2011 t/m 25-06-2011 | Hitnotering: 05-03-2011 t/m 25-06-2011 | Hitnotering: 05-03-2011 t/m 25-06-2011 | Hitnotering: 05-03-2011 t/m 25-06-2011 | Hitnotering: 05-03-2011 t/m 25-06-2011 | Hitnotering: 05-03-2011 t/m 25-06-2011 | Hitnotering: 05-03-2011 t/m 25-06-2011 | Hitnotering: 05-03-2011 t/m 25-06-2011 | Hitnotering: 05-03-2011 t/m 25-06-2011 |
| Week:                                  | 1                                      | 2                                      | 3                                      | 4                                      | 5                                      | 6                                      | 7                                      | 8                                      | 9                                      | 10                                     | 11                                     | 12                                     | 13                                     | 14                                     | 15                                     | 16                                     | 17                                     |                                        |
| -------------------------------------- | -------------------------------------- | -------------------------------------- | -------------------------------------- | -------------------------------------- | -------------------------------------- | -------------------------------------- | -------------------------------------- | -------------------------------------- | -------------------------------------- | -------------------------------------- | -------------------------------------- | -------------------------------------- | -------------------------------------- | -------------------------------------- | -------------------------------------- | -------------------------------------- | -------------------------------------- | -------------------------------------- |
| Positie:                               | 23                                     | 8                                      | 6                                      | 10                                     | 9                                      | 10                                     | 6                                      | 7                                      | 10                                     | 10                                     | 14                                     | 22                                     | 23                                     | 29                                     | 38                                     | 46                                     | 47                                     | uit                                    |

Will.i.am · Apl.de.ap · Taboo · Fergie